# Queso de Wisconsin

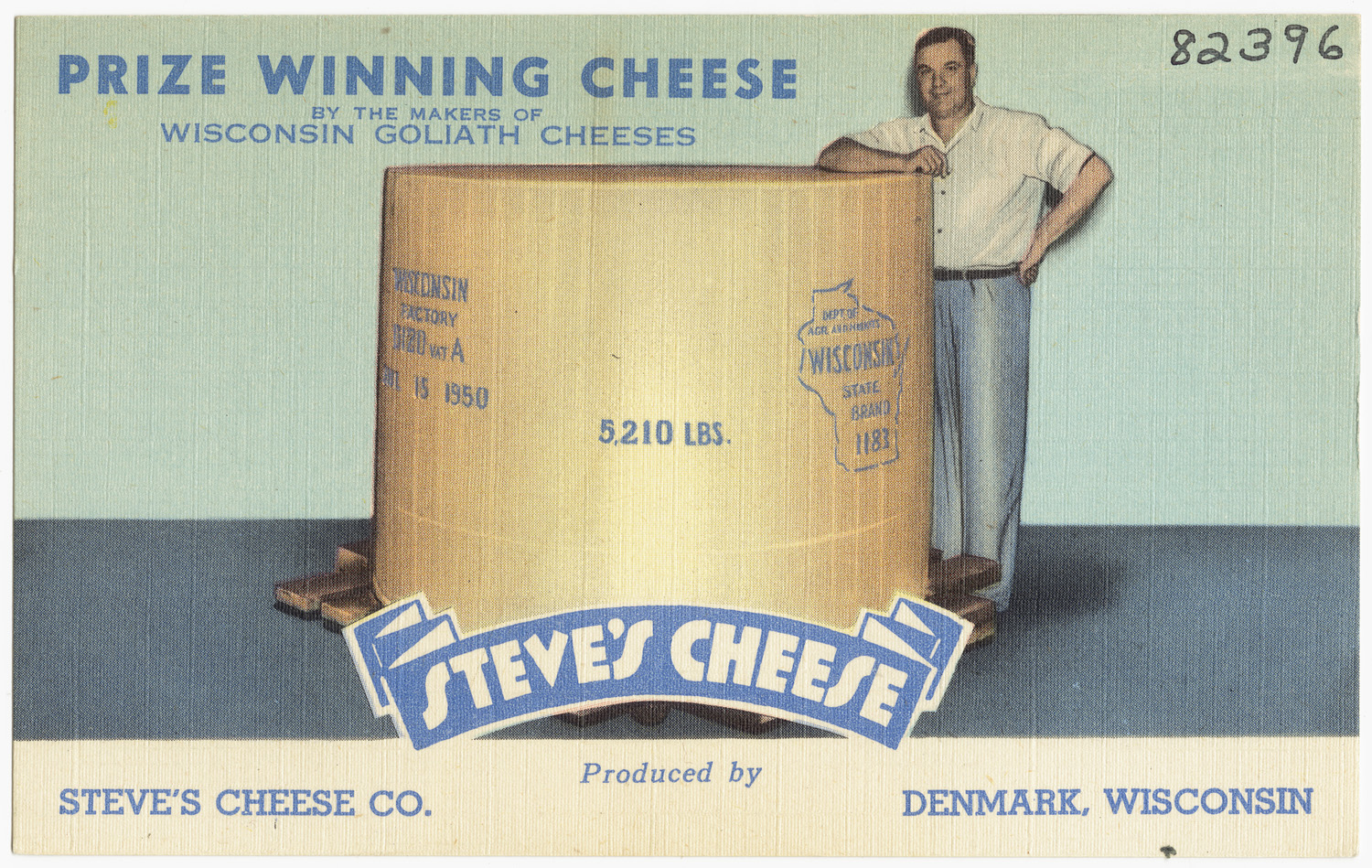
Un pieza de queso premiado de Wisconsin, producido en el pueblo de Denmark en 1950

El Queso de Wisconsin es un producto elaborado en el estado estadounidense de Wisconsin, que cuenta con una larga tradición e historia en la producción de queso. Este estado está profundamente asociado en la cultura popular con el queso y la industria láctea.

## Historia
La producción de queso en Wisconsin tiene sus raíces en el siglo XIX, cuando inmigrantes europeos, atraídos por la fertilidad de sus tierras, se establecieron en la región y comenzaron a desarrollar esta tradición quesera.

Wisconsin lidera la nación en número de fábricas de productos lácteos.

Con el tiempo, comenzaron a establecerse granjas lecheras por todo Wisconsin, y los granjeros optaron por producir queso como una forma de preservar el excedente de leche. En 1841, Anne Pickett fundó la primera fábrica de queso comercial en el estado, utilizando la leche de las vacas de sus vecinos. Un siglo después, Wisconsin contaba con más de 1.500 fábricas de queso, que en conjunto producían más de 500 millones de libras de queso al año.

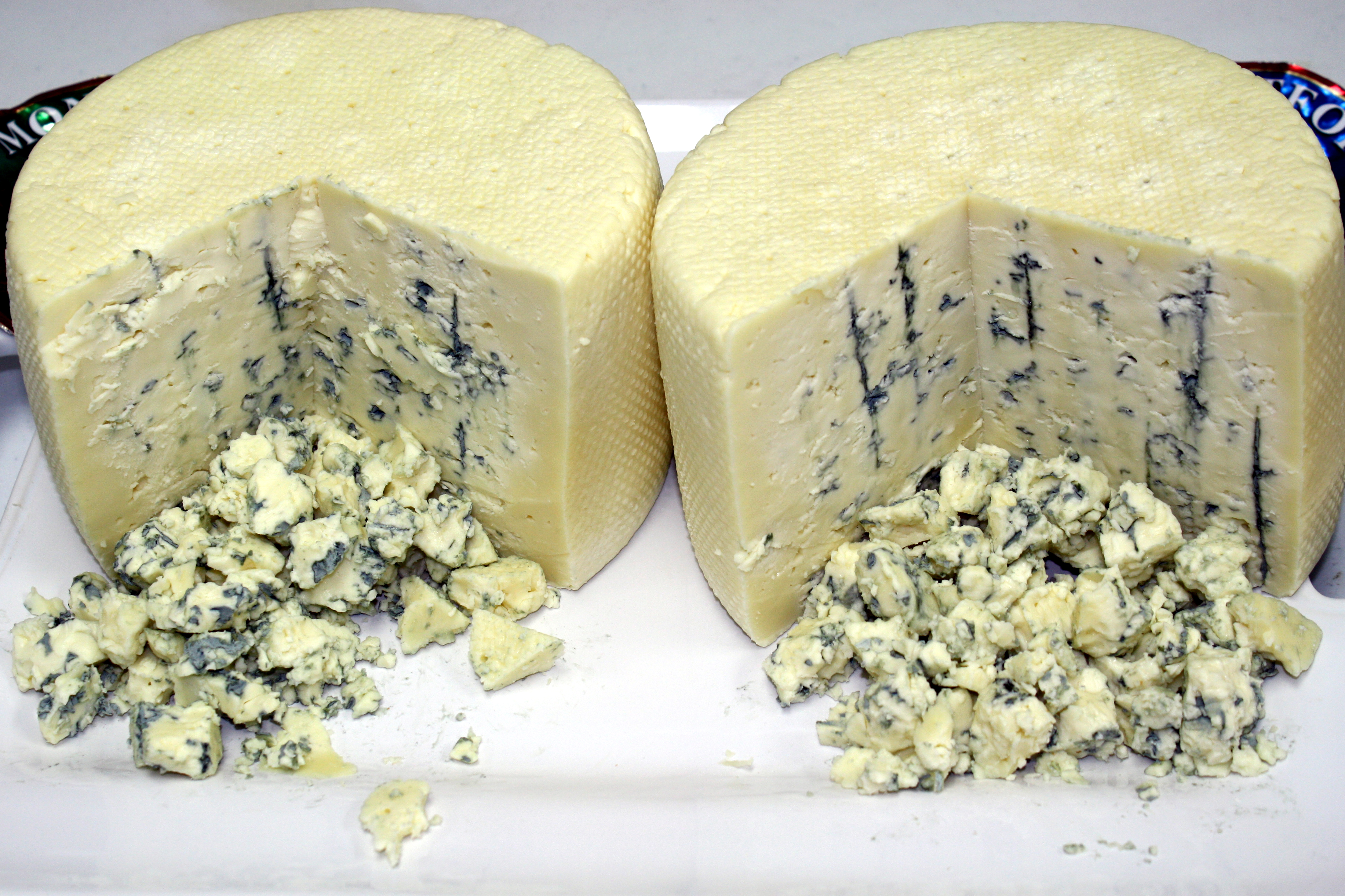
Queso azul Montforte galardonado, elaborado en Montfort, USDA 2013

Wisconsin ha estado estrechamente ligado al queso durante mucho tiempo. Como lo describió un artículo del New York Times en 2006, "el queso es la historia del estado, su orgullo, su actitud autocrítica, a veces ridícula y obsesionada con el queso ante la vida". Desde 1910, Wisconsin ha sido el mayor productor de queso en Estados Unidos. En 2006, el estado produjo 2.400 millones de libras de queso, manteniendo su liderazgo a pesar del rápido crecimiento de la industria quesera de California, que amenazaba con superarlo. En 2007, Wisconsin reafirmó su dominio, con una producción en ligero aumento, y en 2010 alcanzó los 2.600 millones de libras, lo que obligó a la industria local a importar grandes volúmenes de leche de otros estados para satisfacer la demanda. En 2014, la producción aumentó a 2.900 millones de libras, representando el 25,4% del total de queso producido en EE. UU.
Desde 2013, Wisconsin continúa siendo el mayor productor de queso en Estados Unidos, con más de 600 variedades. Es el único estado del país que exige la supervisión de un fabricante de queso autorizado en la producción comercial y también el único que cuenta con un programa de formación para maestros queseros, diseñado con los mismos exigentes estándares que los programas europeos.
Algunos fabricantes de queso incluso producen quesos con la forma del mapa de Wisconsin, como símbolo de la profunda herencia cultural quesera del estado.

## Véase también

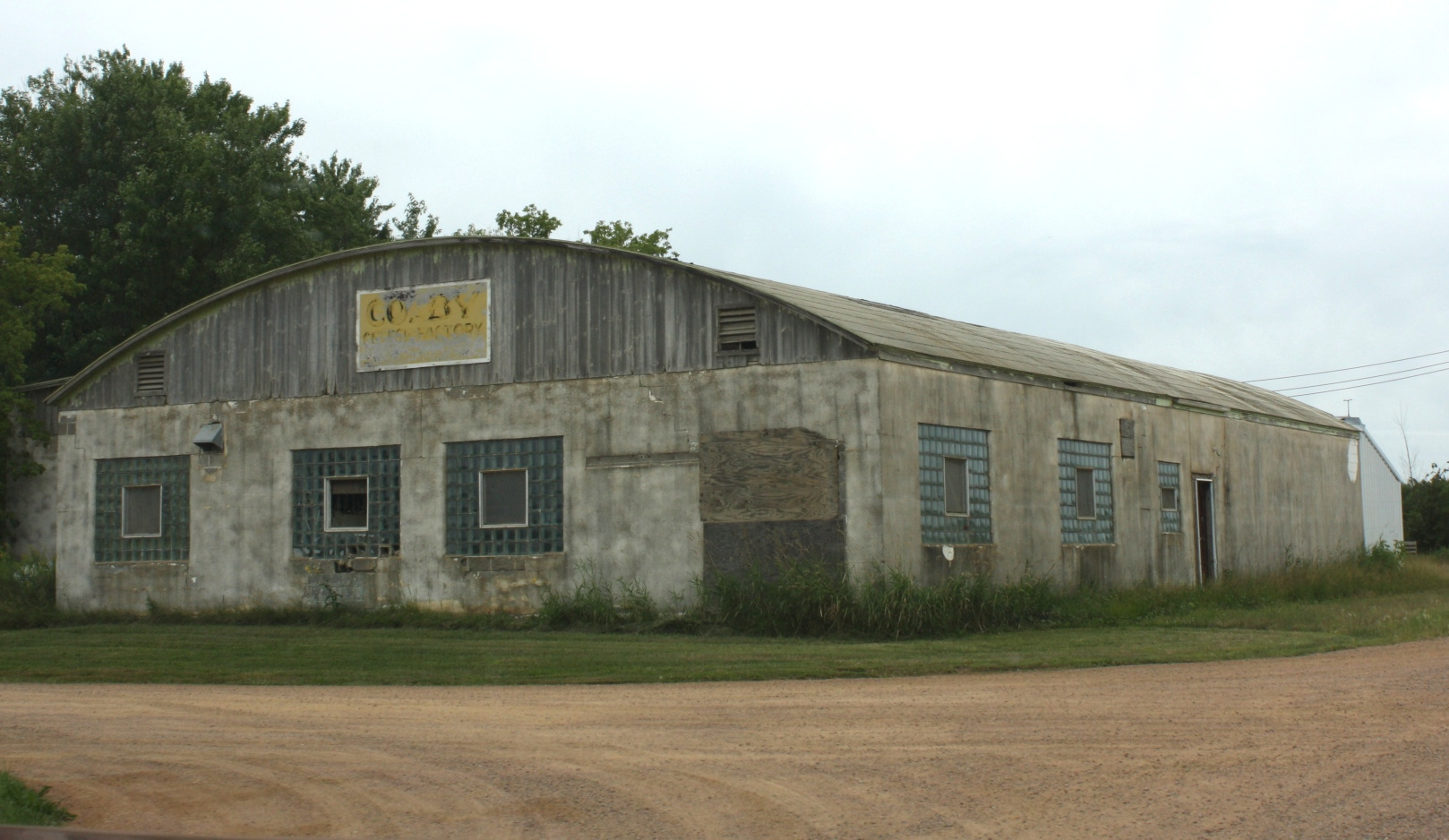
La fábrica original de Queso Colby en Colby.

## Lectura adicional
- Apps, Jerold W. Cheese: The Making of a Wisconsin Tradition. Amherst, Wis.: Amherst Press, 1998. (En inglés)
- Emery, J. Q. "The Swiss Cheese Industry in Wisconsin", Wisconsin Magazine of History, vol. 10, no, 1 (September 1926): 42–52. (En inglés)
- Norton, James R. and Becca Dilley. The Master Cheesemakers of Wisconsin. Madison, Wis.: University of Wisconsin Press, 2009. (En inglés)